# Michalis Markou
Michalis Markou (en grec moderne : Μιχάλης Μάρκου) est un footballeur chypriote né le 11 avril 1979 devenu entraîneur.